# Argentina stewarti
Argentina stewarti és una espècie de peix pertanyent a la família dels argentínids.

## Descripció
- Pot arribar a fer 16,6 cm de llargària màxima.
- Nombre de vèrtebres: 52-53.
- 10-12 radis tous a l'aleta dorsal.
- 12-13 radis tous a l'aleta anal.[5][6]

## Hàbitat
És un peix marí i batidemersal que viu entre 366 i 567 m de fondària.

## Distribució geogràfica
Es troba a l'Atlàntic occidental central: Nicaragua i des de l'illa Mona (Puerto Rico) fins a Dominica a les Antilles.

## Observacions
És inofensiu per als humans.